# Zum Verwechseln ähnlich
Zum Verwechseln ähnlich (Originaltitel Il a déjà tes yeux) ist eine französische Filmkomödie über ein schwarzes Ehepaar, das ein weißes Kind adoptiert. Der Film hatte seine Premiere am 27. August 2016 auf dem Festival du film francophone d’Angoulême.

## Handlung
Salimata und Paul Aloka führen eine glückliche Ehe, zu deren Vervollständigung noch ein Kind fehlt. Da Salimata keine Kinder bekommen kann, haben die beiden sich für eine Adoption beworben. Als sie den entscheidenden Anruf erhalten und endlich einen Säugling adoptieren können, scheint ihr Wunsch in Erfüllung zu gehen. Doch zu ihrer Überraschung ist Benjamin weiß. Für die beiden zunächst allerdings kein Problem, sie malen sich schon eine erfolgreiche Zukunft für den Kleinen aus. Ein weitaus größeres Problem ist Benjamin für Salimatas senegalesischen Eltern, die sich nichts sehnlicher als einen kleinen Engel wünschten. Bei ihnen sitzt der Schock tief, als sie von Benjamins Hautfarbe erfahren. Salimata muss auch im täglichen Leben immer wieder klarstellen, dass sie nicht das Kindermädchen von Benjamin sei, sondern die Mutter. Zu allem Überfluss steht Sozialarbeiterin Madame Mallet alle paar Tage vor der Tür, um nach dem Rechten zu sehen. Dass die Alokas gerade ihr Haus mit Unterstützung ihres skurrilen Freunds Manu renovieren, ist den Kontrollbesuchen nicht zuträglich. Damit Madame Mallet nicht erfährt, dass Benjamin von den potentiellen Großeltern abgelehnt wird, erzählen sie ihr, dass die Eltern wegen eines Trauerfalls nicht im Land seien.
Als die Alokas mit Manu zu ihrer Freundin Prune ans Meer fahren, findet Madame Mallet heraus, dass sie in Bezug auf Salimatas Eltern belogen wurde. Mutter Mamita sucht Salimata und Paul auf und möchte ihnen schon ein passenderes Kind vermitteln, doch sie findet plötzlich Gefallen an Benjamin. Sie kümmert sich auch um ihn, muss ihn aber vor ihrem Mann verstecken. Als Folge dessen kommt es auf der Straße zu einem Missverständnis und Benjamin wird von der Polizei wieder der Fürsorge übergeben. Dort isst der Kleine nicht mehr und wird in ein Krankenhaus eingeliefert. Die Alokas beschließen, zusammen mit Manu, Prune und Mamita, zu ihrem Kind zu fahren. Sie entführen schließlich Benjamin und verbarrikadieren sich in einem Patientenzimmer und bringen Benjamin dazu, wieder zu essen. Um weiteren Schaden für ihr Kind zu verhindern, geben die Alokas Benjamin wieder Madame Mallet. Diese gibt es aber umgehend zurück und sagt, die Alokas wären seine Familie. Die Verantwortlichen im Krankenhaus lassen die Familie gehen.
Zum ersten Geburtstag von Benjamin gibt es eine große Feier, auch der Opa kommt zu Besuch, um seinen Enkel zu sehen.

## Synchronisation
Die Synchronisation führte Christa Kistner Synchronproduktion. Das Dialogbuch stammte von Elke Weber-Moore, die auch Regie führte.
| Rolle                    | Darsteller           | Sprecher             |
| ------------------------ | -------------------- | -------------------- |
| Salimata Aloka           | Aïssa Maïga          | Julia Kaufmann       |
| Paul Aloka               | Lucien Jean-Baptiste | Dennis Schmidt-Foß   |
| Claire Mallet            | Zabou Breitman       | Maud Ackermann       |
| Manu                     | Vincent Elbaz        | Markus Pfeiffer      |
| Prune                    | Delphine Théodore    | Manja Doering        |
| Monsieur Vidal           | Michel Jonasz        | Kaspar Eichel        |
| Anna                     | Naidra Ayadi         | Anna Grisebach       |
| Mamita, Salimatas Mutter | Marie-Philomène Nga  | Cornelia Meinhardt   |
| Ousmane, Salimatas Vater | Bass Dhem            | Rainer Gerlach       |
| Babysitterin             | Leontina Fall        | Nicole Hannak        |
| Baptiste Mallet          | Grégoire Bonnet      | Robert Missler       |
| Fatou                    | Marie-Sohna Conde    | Martina Treger       |
| Großhändler              | Yanig Samot          | Stefan Krause        |
| Kristina                 | Sara Mortensen       | Anna Carlsson        |
| Madame Cissé             | Mariam Kaba          | Anja Stadlober       |
| Madame Diakité           | Sabine Pakora        | Dela Dabulamanzi     |
| Madame Diop              | Maïmouna Gueye       | Cathlen Gawlich      |
| Madame Perez             | Valérie Moreau       | Iris Artajo          |
| Mathias                  | Guillaume Faure      | Matthias Deutelmoser |
| Ousmans Freund           | Sylvestre Amoussou   | Gerald Schaale       |

## Produktion
Der Film kam in Belgien, Frankreich und der Französisch sprechenden Schweiz im Januar 2017 in die Kinos. In den deutschsprachigen Ländern erschien der Film im Juli 2017.

## Rezeption

### Kritiken
Das Lexikon des internationalen Films vergibt für Zum Verwechseln ähnlich insgesamt 3 von 5 möglichen Punkten. Es beschreibt den Film folgendermaßen: „Der vorhersehbare, gleichwohl aber unterhaltsame Film vereint Klamauk und Karikatur mit Gesellschaftskritik und plädiert auf amüsante Weise für mehr Toleranz und Diversität in einer sich verändernden Gesellschaft“.
Die Redaktion der Cinema vergibt insgesamt 3 von 5 möglichen Punkten. Der Film mache „sich über rassistische Vorurteile lustig, ist aber nur selten wirklich komisch.“
Antje Wessels findet in ihrer Besprechung bei Quotenmeter.de, dass sich die wichtige Aussage des Films kaum entfalten könne, da Keifereien oder abstruse Verfolgungsjagden auf bedeutsame, ruhige Charaktermomente folgten. Neben den authentischen Hauptfiguren würden die Nebenfiguren die Geschichte erzählerisch kaum vorantreiben, sondern einen beträchtlichen Teil der erzeugten Tiefsinnigkeit rauben. Sie kommt zu folgendem Fazit: „Die noble Intention der eigentlich so liebevoll gedachten, französischen Komödie […] wird von lautstarken, hysterischen Auseinandersetzungen und oberflächlichem Slapstick immer wieder fast im Keim erstickt.“

### Einspielergebnis
Der Film spielte weltweit ungefähr 9,7 Millionen US-Dollar ein.